# Municipio di Halifax (Canada)
Il Municipio di Halifax (in inglese: Halifax City Hall) è un edificio storico, sede municipale della città di Halifax in Canada.

## Storia
L'edificio venne eretto tra il 1887 e il 1890 secondo il progetto dell'architetto Edward Elliot.
È stato dichiarato un sito storico nazionale nel 1997.

## Descrizione
Il palazzo, di stile vittoriano, possiede una torre dell'orologio alta sette piani.

## Galleria d'immagini

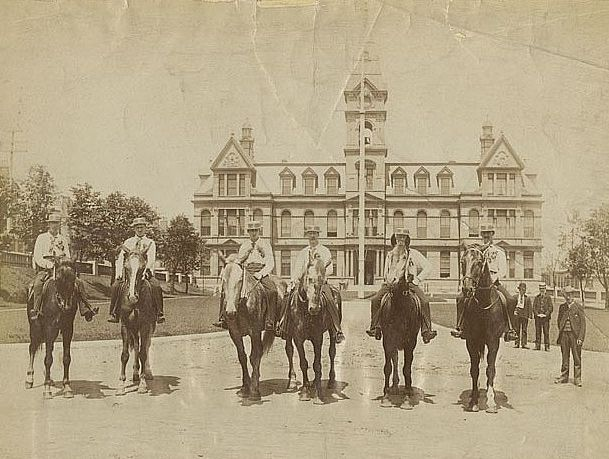
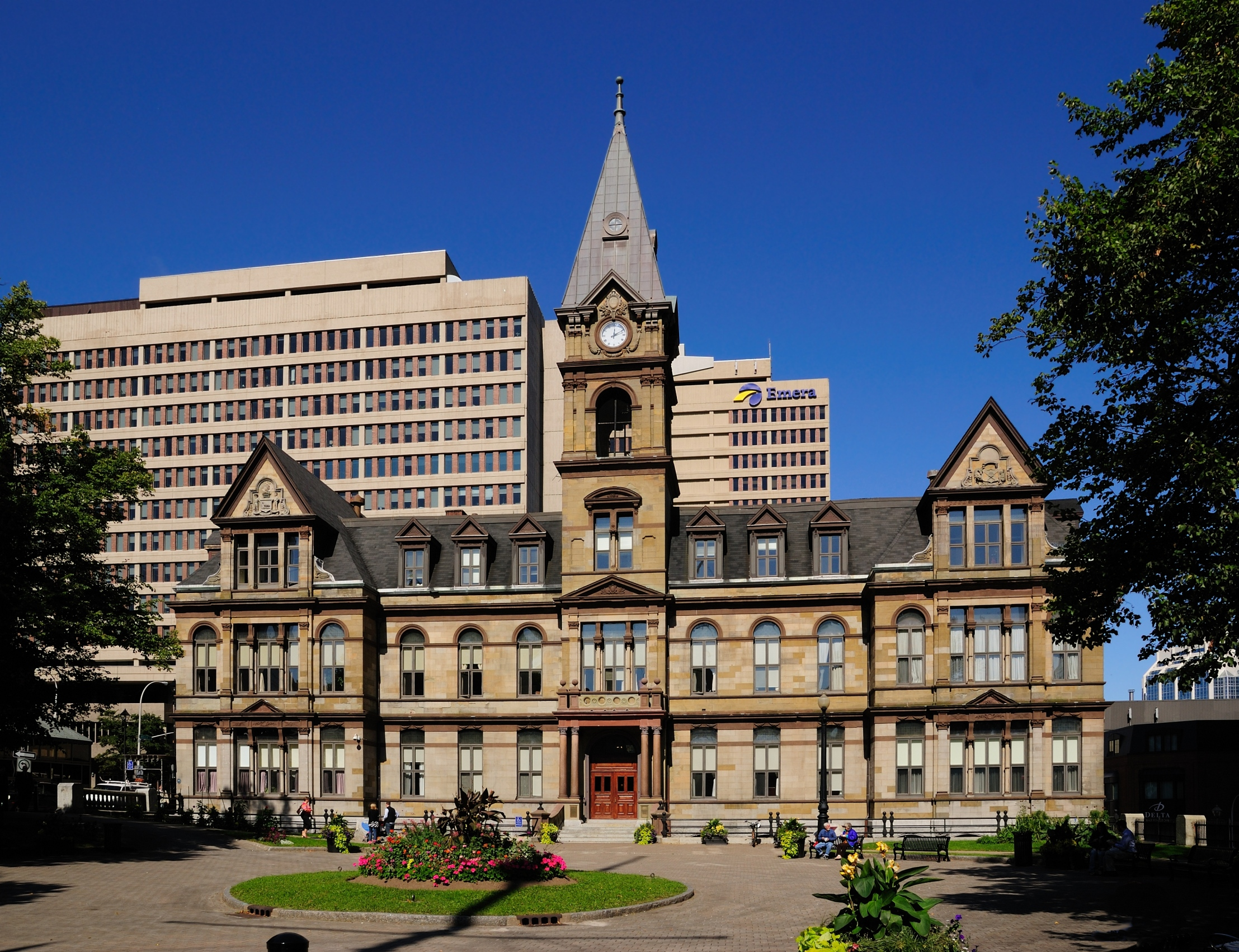
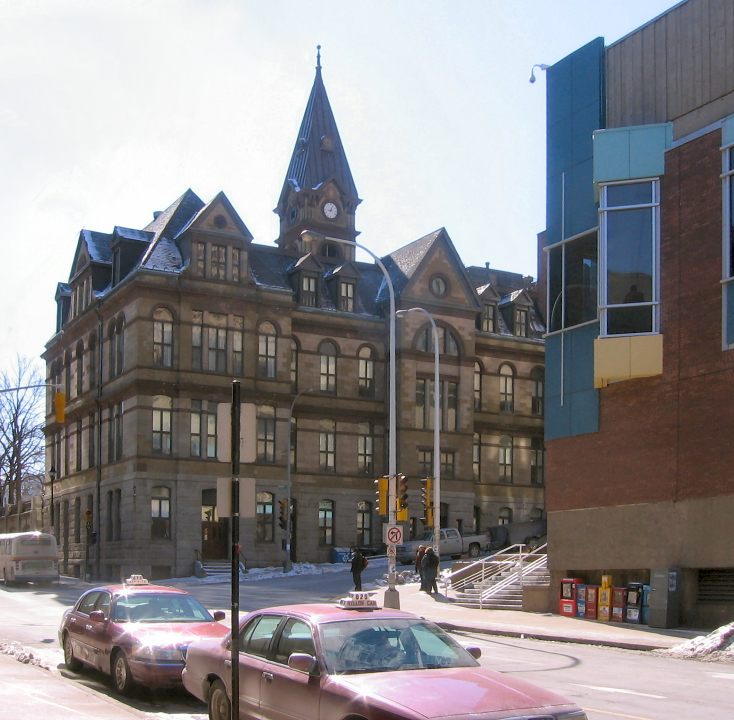